# サンネットにちはら
サンネットにちはら（Sun Net Nichihara、略称：SNN）は、鹿足郡事務組合が運営し、島根県鹿足郡津和野町・鹿足郡吉賀町をエリアとするケーブルテレビ局である。

## 所在地
全て島根県鹿足郡津和野町。
- ケーブルセンター - 池村1997番地1
- 鹿足郡事務組合 - 日原54番地25（事務組合規約に記載・津和野町役場所在地）

## 歴史
- 2003年（平成15年）4月1日 - 島根県西部最初のケーブルテレビ局として旧・日原町で開局。当時は旧・日原町営であった。
- 2005年（平成17年）
  - 4月1日 - 旧・津和野町で開局。旧・津和野町、旧・日原町の共同運営となる。
    - なお津和野町がエリアに含まれたのは、当初は旧・津和野町がサンネットにちはらから配信（山口放送・テレビ山口を除く）を受ける形で開局する予定であったが、その後旧・日原町と対等合併することになった為、サンネットにちはらに一本化したためである。

  - 9月25日 - 旧・津和野町と旧・日原町が対等合併し、改めて新・津和野町が発足したことに伴い新・津和野町営となる。因みに合併後も局名は「サンネットにちはら」のままである。
- 2007年（平成19年）
  - 9月1日 - 自主放送のデジタル放送を開始。
  - 12月1日 - 地上デジタル放送を開始。
- 2010年（平成22年）4月1日 - 山口朝日放送の地上デジタル放送を開始。
- 2011年（平成21年）4月1日 - 吉賀町へのエリア拡張に伴い、鹿足郡事務組合として運営することとなった（局名の変更は無い）。
- 2017年（平成29年）
  - 7月20日 - 平成29年度「ケーブルテレビネットワーク光化促進事業」により、4K・8Kに対応した光化等の整備。
  - 8月29日 - 平成29年度「情報通信基盤整備推進事業」により補助金交付決定。津和野町日原地区の超高速ブロードバンドを整備する。

## サービスエリア
全て島根県鹿足郡。
- 津和野町
- 吉賀町

## 主な放送チャンネル

### 地上波系列別再放送局
| NHK-G   | NHK-E   | NNN/NNS      | ANN          | JNN            | TXN | FNN/FNS            | JAITS |
| ------- | ------- | ------------ | ------------ | -------------- | --- | ------------------ | ----- |
| NHK松江 | NHK松江 | 日本海テレビ | 山口朝日放送 | 山陰放送テレビ |     | さんいん中央テレビ |       |

### テレビ局
基本チャンネル

#### 地上デジタルチャンネル
| デジタル（ID） | 放送局                 |
| -------------- | ---------------------- |
| 011(1)         | 日本海テレビ           |
| 021(2)         | NHK松江Eテレ           |
| 031(3)         | NHK松江総合            |
| 051(5)         | 山口朝日放送           |
| 061(6)         | BSSテレビ              |
| 081(8)         | さんいん中央テレビ     |
| 111-112(11)    | 自主放送・テロップ放送 |

地上デジタルテレビ放送はパススルー方式の為、地上デジタル対応テレビまたはチューナーであれば視聴可能。

#### BSデジタル放送
| デジタル | 放送局                |
| -------- | --------------------- |
| 101      | NHK BS                |
| 141      | BS日テレ              |
| 151      | BS朝日                |
| 161      | BS-TBS                |
| 171      | BSテレ東              |
| 181      | BSフジ                |
| 191-193  | WOWOW                 |
| 200      | BS10                  |
| 201      | BS10スターチャンネル  |
| 211      | BS11イレブン          |
| 222      | BS12トゥエルビ        |
| 231      | 放送大学テレビ        |
| 531      | 放送大学ラジオ        |
| 4K101    | NHK BSプレミアム4K    |
| 4K141    | BS日テレ 4K           |
| 4K151    | BS朝日 4K             |
| 4K161    | BS-TBS 4K             |
| 4K171    | BSテレ東 4K           |
| 4K181    | BSフジ 4K             |
| 4K211    | ショップチャンネル 4K |
| 4K221    | 4K QVC                |

BSデジタル放送はセットトップボックスにより視聴するトランスモジュレーション方式である。

#### デジタルSTBチャンネル
| デジタル | 放送局                        |
| -------- | ----------------------------- |
| 500/700  | えんてれ                      |
| 509      | ジュエリー☆GSTV               |
| 510      | ショップチャンネル            |
| 511      | QVC                           |
| 514      | フジテレビONE                 |
| 515      | フジテレビTWO                 |
| 522      | MONDO TV                      |
| 524      | 囲碁・将棋チャンネル          |
| 526      | ディズニーチャンネル          |
| 528      | ディズニージュニア            |
| 529      | 旅チャンネル                  |
| 530      | J SPORTS 3                    |
| 531      | J SPORTS 1                    |
| 532      | J SPORTS 2                    |
| 533      | J SPORTS 4                    |
| 534      | スカイA                       |
| 535      | GAORA SPORTS                  |
| 536      | 日テレジータス                |
| 537      | ゴルフネットワーク            |
| 541      | 釣りビジョン                  |
| 546      | WOWOWプラス                   |
| 551      | ファミリー劇場                |
| 552      | 日本映画専門チャンネル        |
| 553      | 時代劇専門チャンネル          |
| 555      | スーパー!ドラマTV             |
| 562      | TBSチャンネル2                |
| 563      | 衛星劇場                      |
| 564      | 東映チャンネル                |
| 565      | TBSチャンネル1                |
| 568      | ホームドラマチャンネル        |
| 570/770  | スペースシャワーTV            |
| 574/774  | 歌謡ポップスチャンネル        |
| 581/781  | キッズステーション            |
| 582      | アニマックス                  |
| 594      | TBS NEWS                      |
| 598      | ヒストリーチャンネル          |
| 790      | 日経CNBC                      |
| 793      | 日テレNEWS24                  |
| 797      | アニマルプラネット            |
| 820      | グリーンチャンネル（東日本）  |
| 821      | グリーンチャンネル2（西日本） |

## ラジオ局
| 周波数(MHz) | 告知端末 | 放送局           |
| ----------- | -------- | ---------------- |
| 78.8        | 4        | NHK松江ラジオ第1 |
| 84.7        | 3        | NHK松江FM        |
| 86.6        | 2        | V-air            |

告知端末CM7550TNではケーブルセンターからのお知らせ（町内情報、選局番号1）に加え、上記のラジオ放送が聴取出来る。

## 通信サービス
- 加入者間無料通話のIP電話・インターネット接続サービスが実施されている。
- 開局当時、旧・日原町にあった有線放送電話の代替施設としての整備でもあったため、加入者は音声告知放送・IP電話のサービスを受けられる制度となっている。
- 加入者同士でインターネット接続を利用している場合、その回線を使って端末機オンラインゲームで一緒にプレイする事が出来ない。